# Gradius III
 (avril 2020).
Si vous disposez d'ouvrages ou d'articles de référence ou si vous connaissez des sites web de qualité traitant du thème abordé ici, merci de compléter l'article en donnant les références utiles à sa vérifiabilité et en les liant à la section « Notes et références ».
Gradius III est un jeu vidéo de type shoot them up à défilement horizontal développé et édité par Konami, sorti en 1989 sur borne d'arcade puis en 1990 sur Super Nintendo. 

## Rééditions
- 1997 dans la Nintendo Power
- 2000 dans la compilation Gradius III and IV sur PlayStation 2 ;
- 2006 dans Gradius Collection sur PlayStation Portable ;
- 2007 sur la console virtuelle de la Wii.
- 2025 : le 7 août au tout le monde dans la compilation Gradius Origins sur Xbox Series, PlayStation 5, Steam et Nintendo Switch.